# Резолюция Совета Безопасности ООН 1093
Резолюция Совета Безопасности Организации Объединённых Наций 1093 (код — S/RES/1093), принятая 14 января 1997 года, сославшись на предыдущие резолюции по Хорватии, включая резолюции 779 (1992), 981 (1995), 1025 (1995), 1038 (1996) и 1066 (1996), Совет уполномочил Миссию наблюдателей ООН в Превлаке (МНОП) продолжать наблюдение за демилитаризацией в районе полуострова Превлака в Хорватии до 15 июля 1997 года.
Совет отметил соглашение между президентами Хорватии и Союзной Республики Югославии (Сербия и Черногория) о демилитаризации полуострова Превлака и вклад, который оно внесло в снижение напряженности в регионе. Была выражена обеспокоенность тем, что в обозначенной зоне ООН имели место нарушения, включая ограничения свободы передвижения, которые усиливали напряженность. 23 августа 1996 года обе стороны подписали соглашение о нормализации дипломатических отношений между ними и обязались мирно разрешить спор.
Стороны призвали полностью выполнить соглашение о нормализации отношений, воздерживаться от насилия, обеспечить свободу передвижения наблюдателям ООН и убрать мины. Генерального секретаря Кофи Аннана попросили доложить Совету о ситуации к 5 июля 1997 года относительно прогресса в мирном разрешении спора между двумя странами. Наконец, Силы стабилизации, санкционированные Резолюцией 1088 (1996), должны были сотрудничать с ЮНМОП.